# John Brown Baldwin

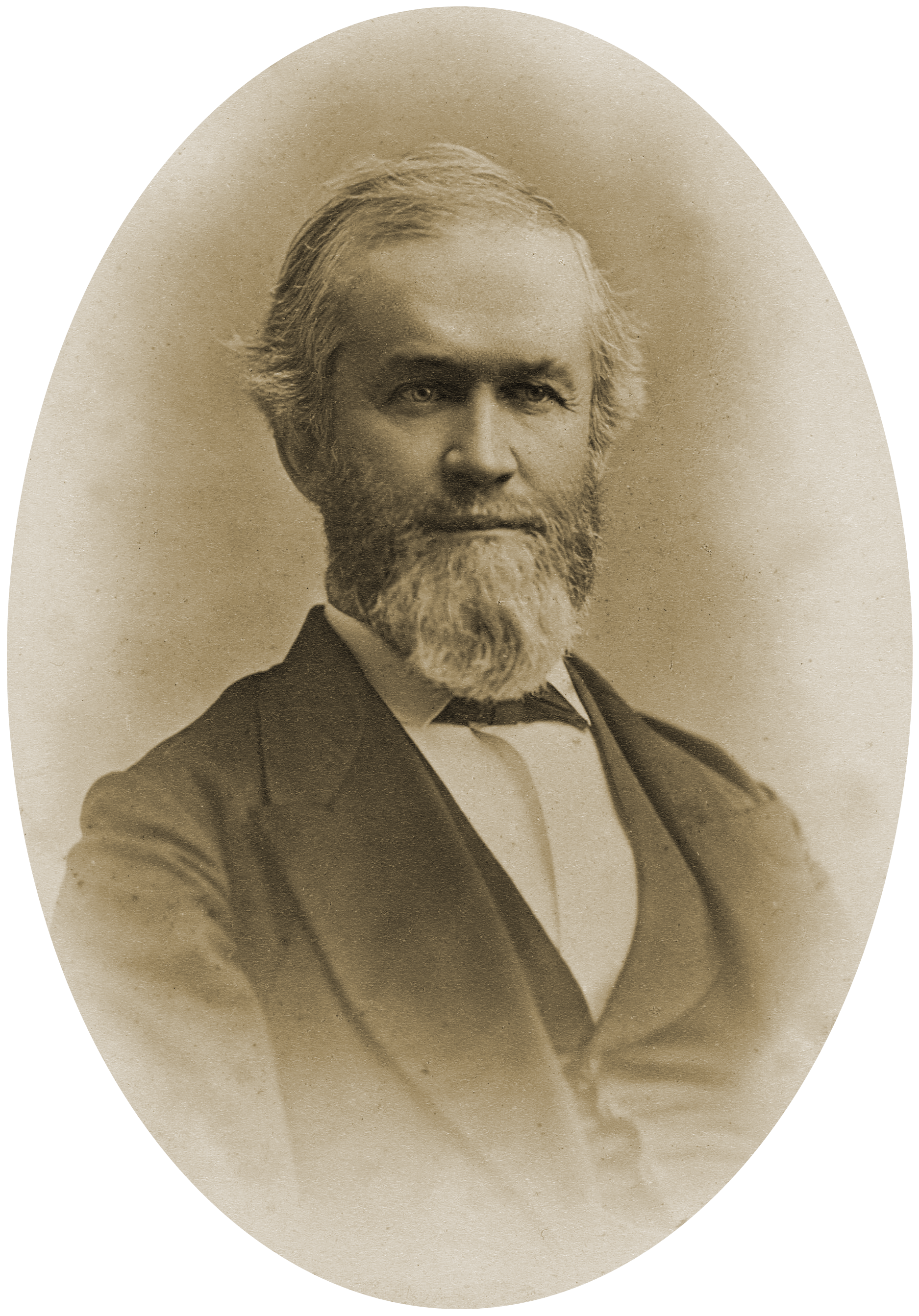
John Brown Baldwin

John Brown Baldwin (* 11. Januar 1820 in Staunton, Virginia; † 30. September 1873 ebenda) war ein US-amerikanischer Jurist, Politiker und Offizier. Der Kongressabgeordnete Alexander Hugh Holmes Stuart (1807–1891) war sein Schwager.

## Leben
John Brown Baldwin, Sohn von Martha Steele Brown (1791–1870) und Briscoe Gerard Baldwin (1789–1852), wurde ungefähr sechs Jahre nach dem Ende des Britisch-Amerikanischen Krieges in Staunton geboren. Über seine Jugendjahre ist nichts bekannt. Baldwin graduierte an der Staunton Academy und machte 1838 seinen Abschluss an der University of Virginia. Er studierte bei seinem Vater Jura und begann nach dem Erhalt seiner Zulassung als Anwalt zu praktizieren, zuerst als Partner seines Schwagers Stuart und drei Jahre später in seiner eigenen Kanzlei. Er gehörte zu jener Zeit der Whig Party an. 1845 wurde er in das Abgeordnetenhaus von Virginia gewählt, erlitt aber bei seiner Wiederwahlkandidatur im Folgejahr eine Niederlage gegenüber Hugh W. Sheffey (1815–1889), einem anderen Angehörigen der Whig Party. Die Wirtschaftskrise von 1837 und der folgende Mexikanisch-Amerikanische Krieg überschatteten seine Studienzeit und die Folgejahre. Am 4. Juli 1852 heiratete er Susan Madison Peyton (* 1822), Tochter des prominenten Rechtsanwalts John Howe Peyton (1778–1847). Die Ehe blieb kinderlos. Zwischen 1856 und 1864 gehörte er dem Board of Visitors an der University of Virginia an.
Nach der Auflösung der Whig Party schloss er sich der Constitutional Union Party an. Bei der Präsidentschaftswahl von 1860 warb er um Stimmen für John Bell (1797–1869). Während der Sezessionskrise wurde er im Februar 1861 in die Sezessionsversammlung von Virginia gewählt. Am 4. April 1861 vertrat er die Unionisten, welche an der Versammlung teilnahmen, bei einer einstündigen Unterredung mit Präsident Abraham Lincoln (1806–1865) im Weißen Haus. Es wurde damals die Hoffnung gehegt, dass eine Einigung erreicht werden könnte, was den Frieden wahren und Virginia in der Union halten würde. Baldwin kehrte allerdings mit leeren Händen nach Richmond zurück, als er und Lincoln feststellten, dass sie aneinander vorbeigeredet hatten.
Nach der Sezession von Virginia fühlte Baldwin, dass es seine Pflicht wäre, in seinem Heimatstaat zu bleiben. Nach dem Ausbruch des Bürgerkrieges verpflichtete er sich im Konföderiertenheer. Er diente als Colonel in der 52. Infanterie von Virginia bis ihn sein schlechter Gesundheitszustand zum Austritt zwang. Im November 1861 wurde er als Delegierter für Augusta County in den ersten Konföderiertenkongress gewählt, wo er am 18. Februar 1862 seinen Posten antrat. Er kandidierte 1863 erfolgreich für den zweiten Konföderiertenkongress, besiegte den amtierenden Gouverneur John Letcher (1813–1884) und war dort bis zum Ende der Konföderation 1865 tätig. Zwischen den Sessions agierte Baldwin als Colonel in einem Regiment der Augusta Reserves.
Nach der Kapitulation von General Robert E. Lee (1807–1870) bei Appomattox Court House arbeitete Baldwin auf den Frieden hin. Unter der neuen Nachkriegsregierung wurde er 1865 in das Abgeordnetenhaus von Virginia gewählt, wo man ihn zum Speaker wählte. Während seiner Zeit in der General Assembly saß er im Committee of Nine, das eine Staatsverfassung zu entwickeln half ohne strenge Beschränkungen betreffend der Amtsgewalt und des Wahlrechts. Virginia konnte dadurch 1870 wieder in die Union aufgenommen werden. Baldwin verstarb 1873 in Staunton und wurde dort auf dem Thornrose Cemetery beigesetzt.